# Romeins theater van Vaison-la-Romaine

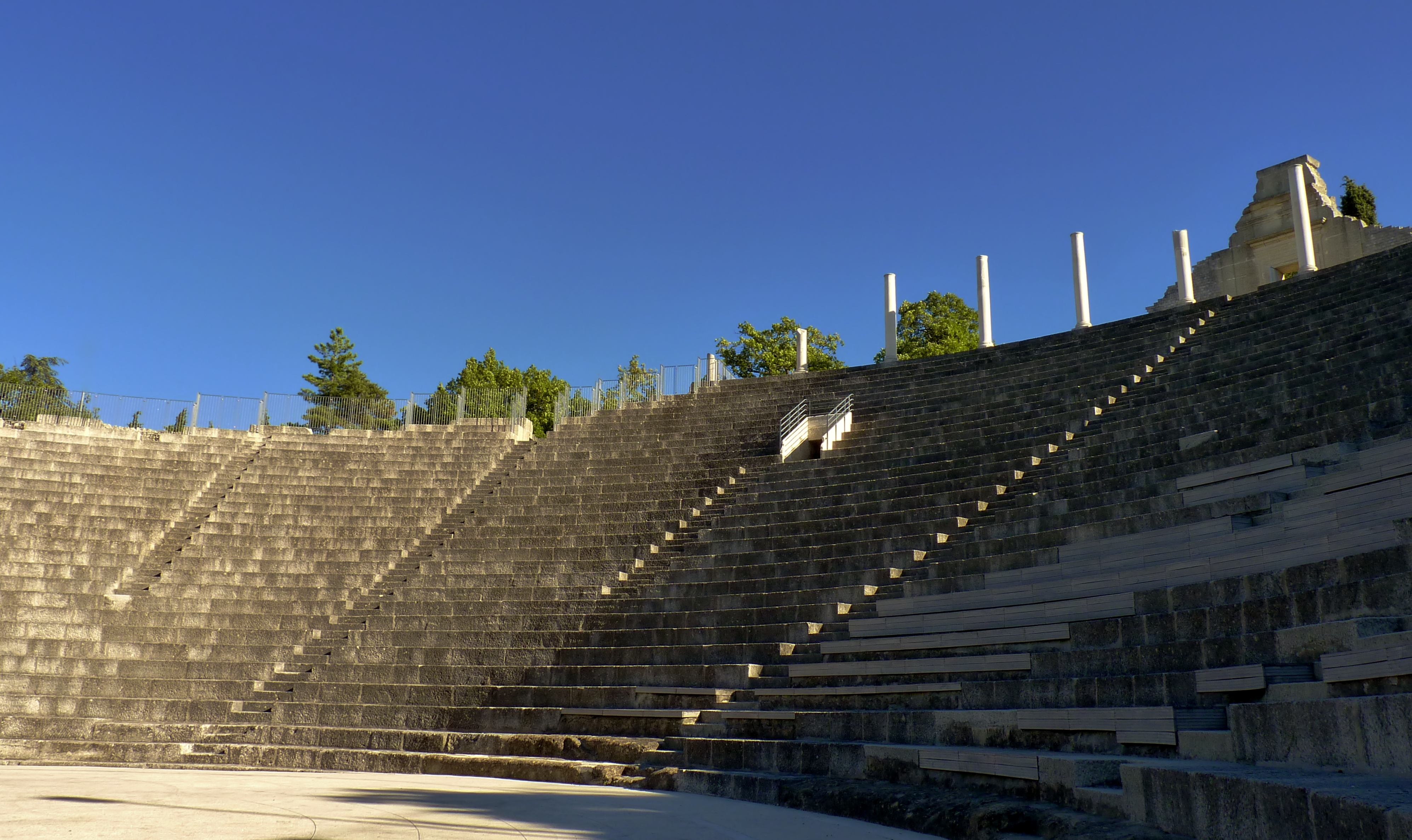
Theater

Het Romeins theater van Vaison-la-Romaine (Vaucluse) werd gebouwd in de 1e eeuw in de Gallo-Romeinse stad Vasio Vocontiorum, hoofdstad van de Gallische stam van de Vocontii. Bij opgravingen werden op de site van het theater verschillende Romeinse beelden gevonden. Het sterk gerestaureerde theater wordt gebruikt voor voorstellingen.

## Beschrijving
Het theater werd in de eerste eeuw gebouwd tegen de Puyminheuvel in Vaison-la-Romaine. Archeologen schatten dat het podium 8 meter diep was en 23 meter breed met erachter een muur van 25 meter hoog. De tribunes hadden 32 treden en er konden tot 7.000 toeschouwers plaatsnemen. Het theater had twaalf keldergewelven waarin mechanismen voor de voorstellingen waren aangebracht.

## Archeologie
Vanaf 1837 vonden er opgravingen plaats. Er werd een Romeinse kopie van de Diadeemdrager van Polykleitos opgegraven, die in het bezit kwam van het British Museum. Vanaf 1912 werden onder leiding van Joseph Sautel standbeelden van Romeinse keizers opgegraven (Claudius, Domitianus, Hadrianus en Tiberius). Deze werden ondergebracht in het Archeologisch Museum Théo Desplans van Vaison-la-Romaine.

## Gebruik
Het theater werd sterk gerestaureerd onder leiding van J. Formigé en het gerestaureerde theater biedt plaats aan 5.000 toeschouwers. In het theater vinden het jaarlijks dansfestival en het driejaarlijkse koorfestival van Vaison-la-Romaine plaats.

## Galerij

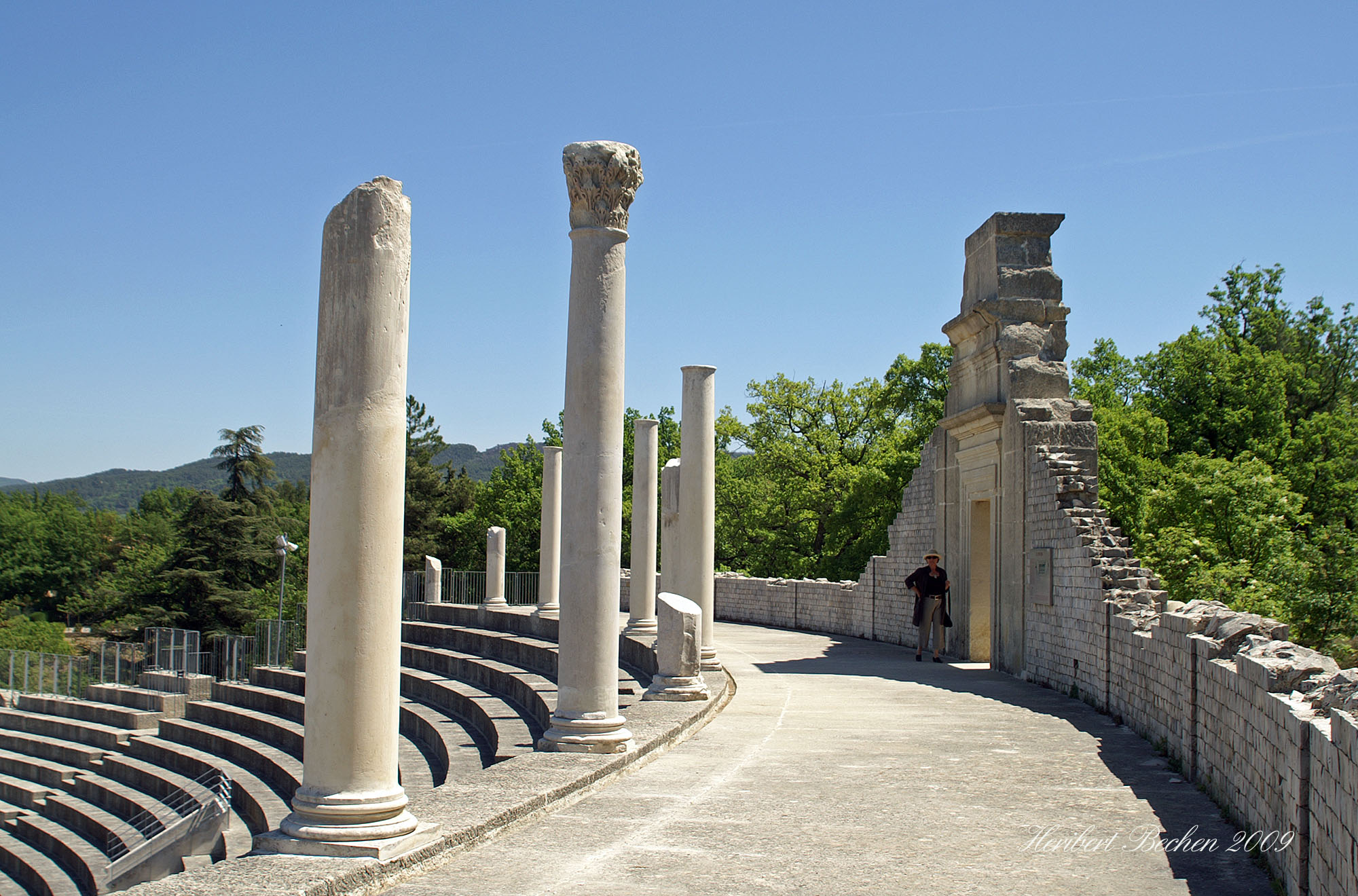
Tribune
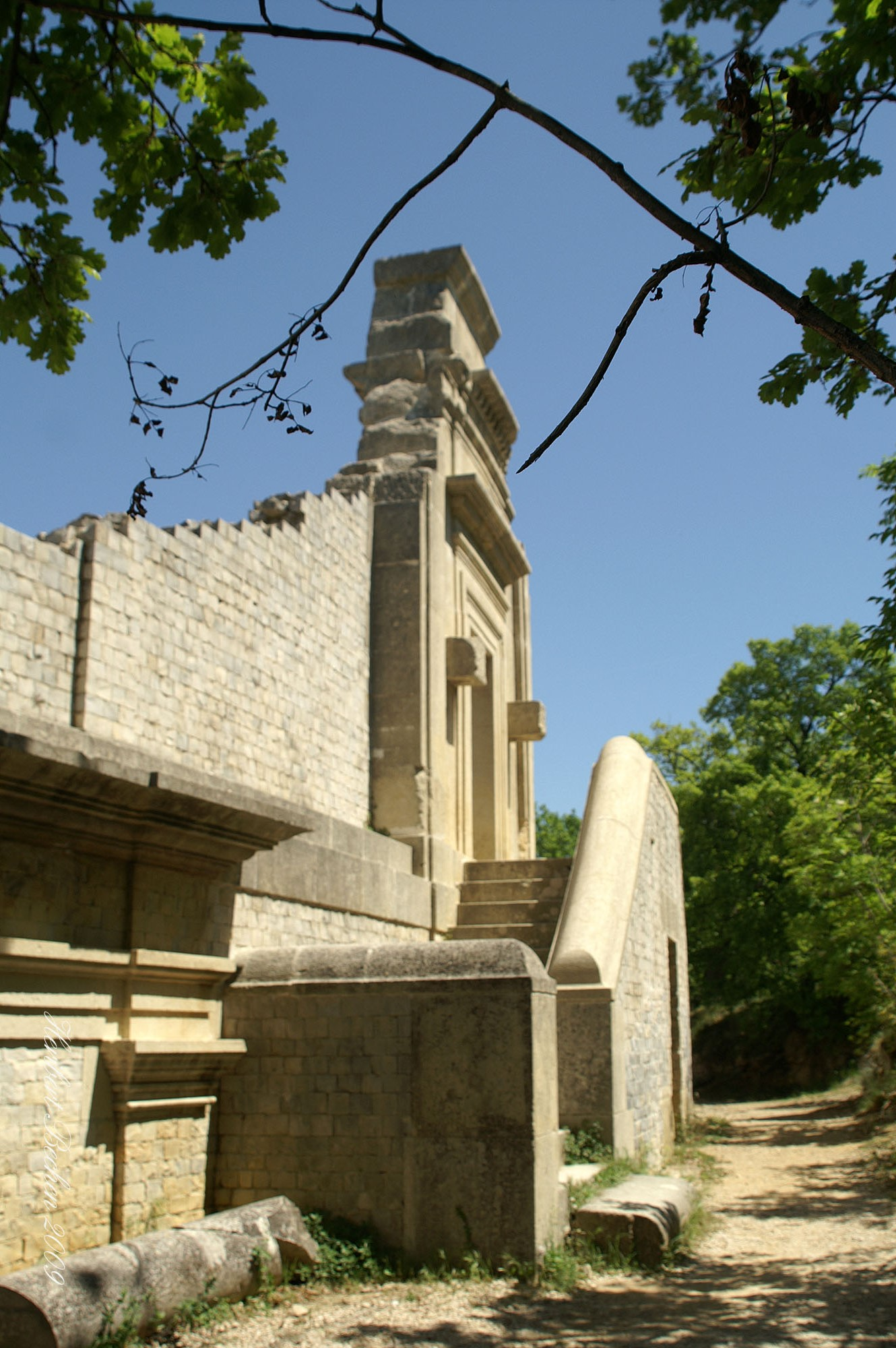
Achterzijde van de tribune
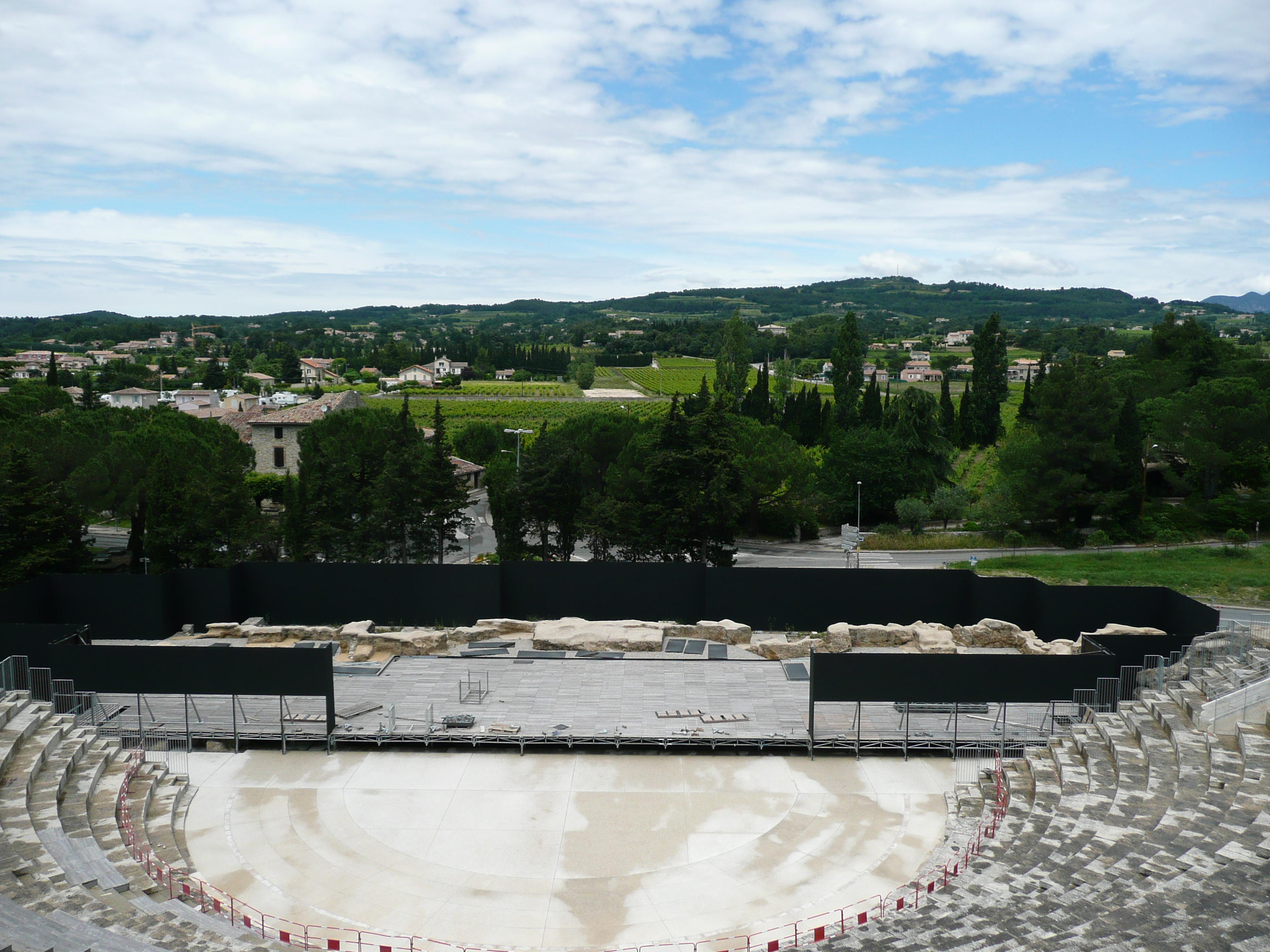
Podium
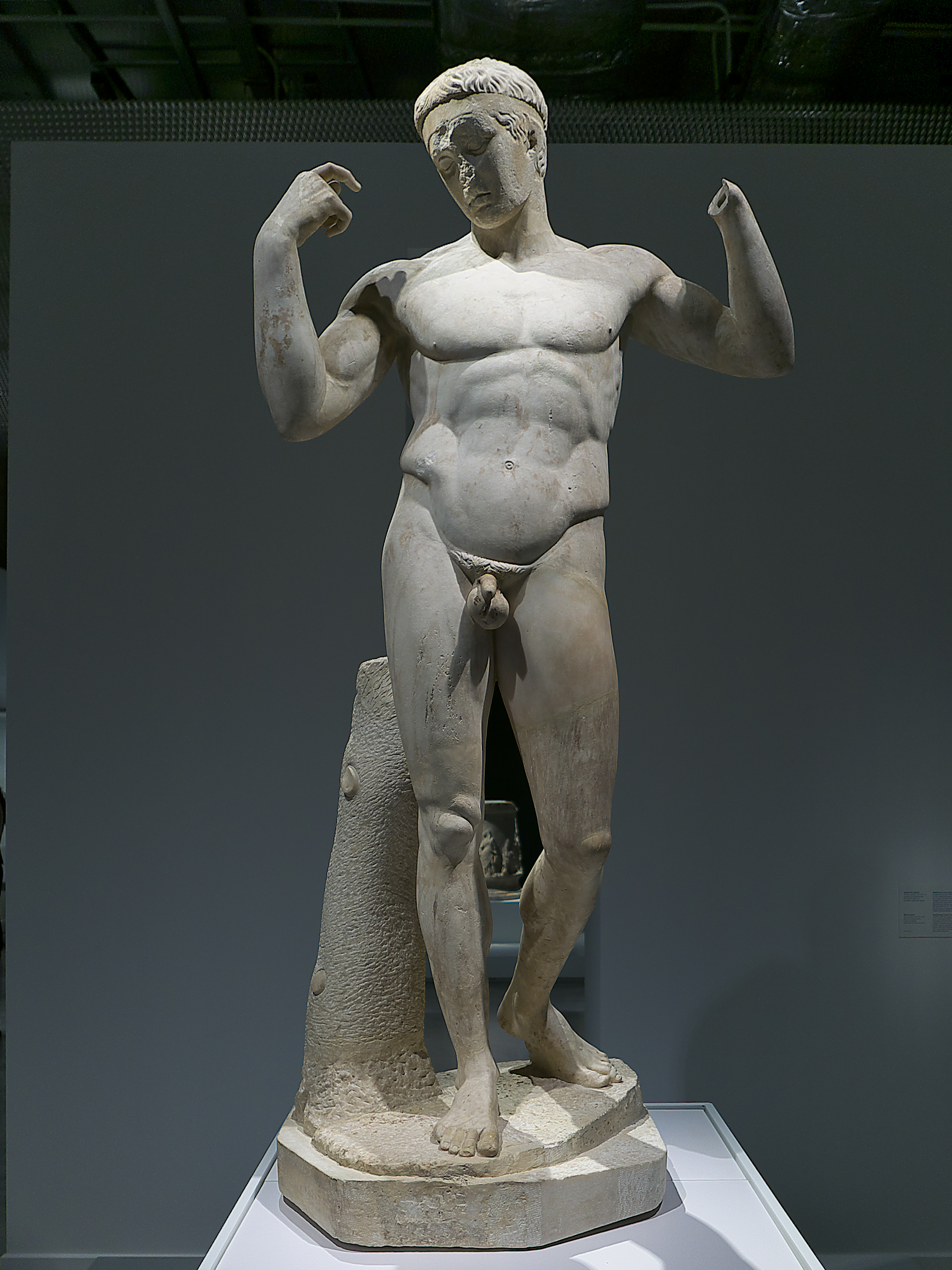
Diadeemdrager in het British Museum
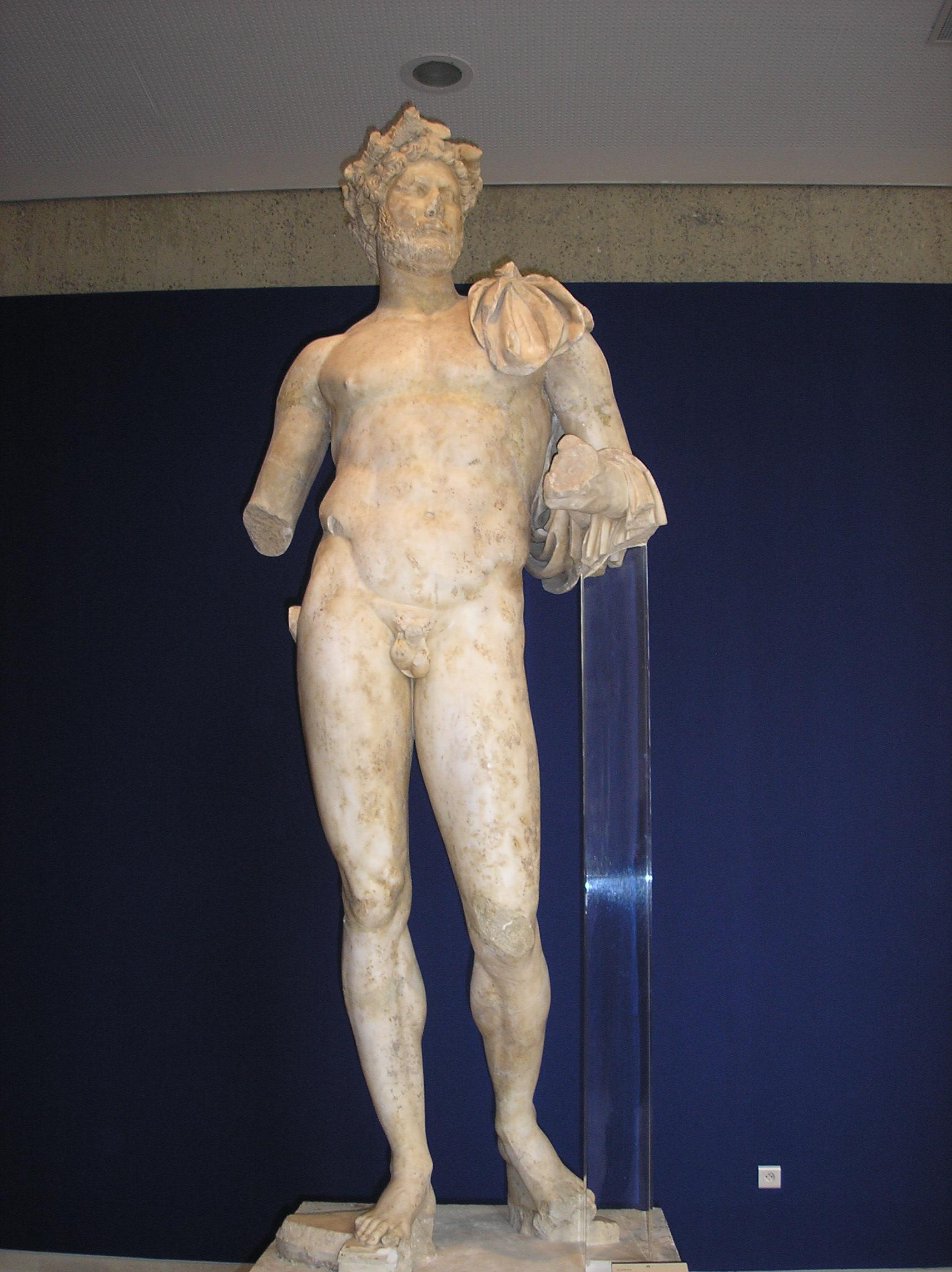
Beeld van keizer Hadrianus